# 1813
1813. је била проста година.

## Догађаји

### Јануар
- 1. јануар — 2. јануар – Скупштина у Крагујевцу (1813)

### Фебруар
- 3. фебруар — Побуњеничка војска под командом Хосеа де Сан Мартина је победила шпанску војску у бици код Сан Лоренца.

### Март
- 10. март — Први пут је додељено немачко војно одликовање Гвоздени крст.

### Мај
- 2. мај — Битка код Лицена (1813)
- 20. мај — 21. мај — Битка код Бауцена

### Јун
- 21. јун — У бици код Виторије, британска војска под вођством војводе од Велингтона поразила је снаге Наполеоновог брата Жозефа, краља Шпаније.

### Јул
- 15. јул — Почела велика Турска офанзива на свим фронтовима. Са запада је надирао босански везир са око 100.000 војника. Турска војска је сломила отпор Срба на Морави, Дрини и Тимоку.

### Август
- 23. август — Битка код Гросберена
- 27. август — У бици код Дрездена Наполеон Бонапарта је са 130.000 војника поразио удружене аустријске, руске и пруске снаге од 200.000 људи.
- 30. август — Удружена пруско-аустријско-руска војска је поразила француску војску у бици код Кулма.

### Септембар
- 6. септембар — Битка код Деневица
- 17. септембар — Друга битка код Кулма

### Октобар
- 7. октобар — Падом Београда у турске руке угушен је Први српски устанак.
- 19. октобар — Окончана је Битка народа код Лајпцига у којој су уједињене војске више европских држава, предвођене Русијом, Пруском и Аустријом поразиле Наполеона и присилиле га да се повуче преко Рајне.

## Рођења

### Април
- 23. април — Стивен Даглас, амерички сенатор и председнички кандидат

### Мај
- 22. мај — Рихард Вагнер, немачки композитор. († 1883)

### Август
- 13. новембар — Петар II Петровић Његош, пјесник, владар Црне Горе и владика. († 1851)

## Смрти

### Април
- 10. април — Жозеф Луј Лагранж, италијанско-француски математичар и астроном
- 28. април — Михаил Кутузов, руски генерал

### Јул
- 20. јул — Хајдук Вељко, српски хајдук и устаник. (* 1780)

### Август
- 19. октобар — Јозеф Поњатовски, пољски генерал и француски маршал

### Децембар
- Непознат датум - Анта Богићевић, српски војвода. (* 1758)